# Richard Piñanez
Richard David Piñanez Rotela (Ciudad del Este, Paraguay, 29 de agosto de 1991) es un futbolista paraguayo. Juega de delantero. Ha jugado por diversos clubes de Chile y Paraguay.

## Clubes
| Club                  | País     | Año       |
| --------------------- | -------- | --------- |
| Independiente (CG)    | Paraguay | 2010-2011 |
| Ñublense              | Chile    | 2012-2013 |
| Paranaense            | Paraguay | 2014      |
| Deportes Puerto Montt | Chile    | 2014      |
| 3 de Febrero          | Paraguay | 2015-2016 |
| Naval                 | Chile    | 2016      |